# Précipice fiscal des États-Unis
Le précipice /
mur /
gouffre fiscal,
la falaise fiscale,
l'abîme fiscal,
le mur/
précipice /
gouffre budgétaire
des États-Unis désigne, de façon imagée, la menace de conséquences économiques désastreuses qui pourraient découler de la hausse des impôts et des baisses de dépenses du gouvernement fédéral des États-Unis pendant l'année 2013 si des lois fiscales demeurent inchangées à la toute fin de l'année 2012. Le Congressional Budget Office estime que cette brusque diminution du déficit, grossièrement une réduction par deux en 2013, provoquera une légère récession économique aux États-Unis au début de 2013.

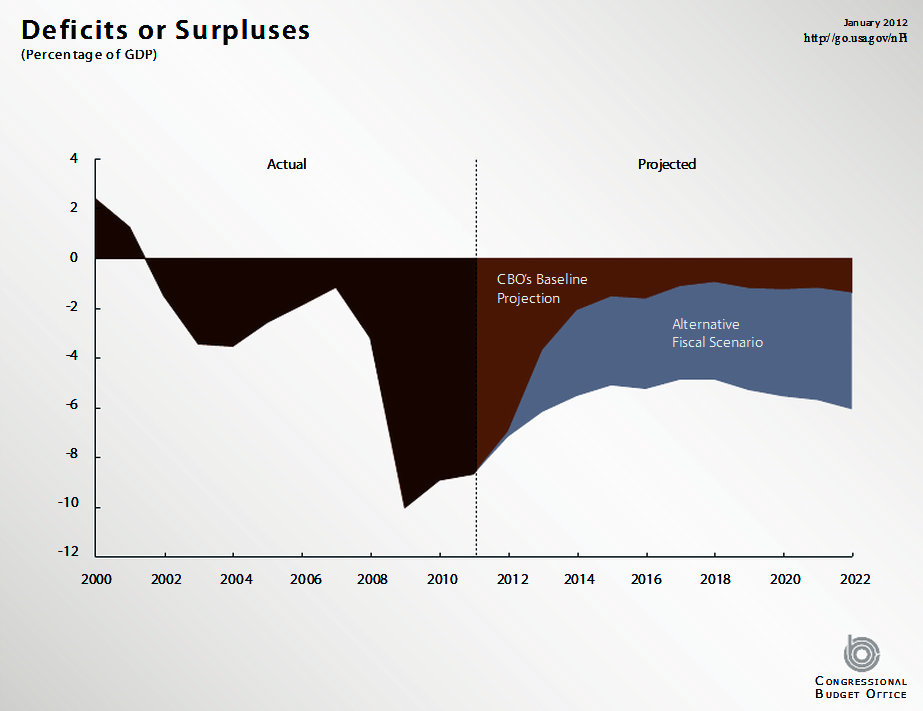
Selon les estimations du Congressional Budget Office, évolution du déficit du gouvernement fédéral des États-Unis en pourcentage du PNB des États-Unis de 2011 à 2022. Dans les projections à droite, la partie en rouge vin montre l'évolution si aucun changement fiscal n'est apporté, la partie en bleu gris, si des mesures sont appliquées. Graphique publié en janvier 2012

« [Ce] sont les hasards du calendrier qui font qu'un certain nombre de mesures fiscales et budgétaires arrivent à échéance le 31 décembre 2012. » Le précipice fiscal est provoqué par l'expiration du Tax Relief Act de 2010 et les coupures dans les dépenses planifiées par le Budget Control Act de 2011. Pratiquement toutes les propositions pour le supprimer exigent de modifier les coupures de dépenses initiées sous la présidence de George W. Bush ou de modifier le Budget Control Act de 2011 (ou les deux), ce qui augmentera le déficit fédéral en réduisant les rentrées fiscales ou en augmentant les dépenses. À cause des importantes conséquences économiques à court terme et des incertitudes qui en découlent, le précipice fiscal a provoqué plusieurs débats largement médiatisés aux États-Unis.

## Histoire
L'expression « mur fiscal » a commencé à être employée dans le contexte de l'expiration des réductions fiscales de l'administration Bush en 2010.
Le 1er janvier 2013, le Sénat des États-Unis, où les démocrates sont majoritaires, approuve l'entente conclue par le président des États-Unis Barack Obama et les leaders républicains du Congrès des États-Unis, où ils sont majoritaires, l'approuvent également. Cette entente est effective jusqu'à la fin de février 2013.